# دانیل چانیس پینزون
دانیل چانیس پینزون (انگلیسی: Daniel Chanis Pinzón؛ ۲۰ نوامبر ۱۸۹۲ – ۲۲ ژانویهٔ ۱۹۶۱) سیاستمدار و پزشک اهل پاناما بود. وی از ۲۸ ژوئیه ۱۹۴۹ تا ۲۰ نوامبر ۱۹۴۹ رئیس‌جمهور پاناما بود.
دانیل چانیس پینزون در ۲۲ ژانویه ۱۹۶۱، در سن ۶۸ سالگی درگذشت.